# Sergej Movsesjan
Sergej Movsesjan (in englischer Transkription Sergei Movsesian, armenisch Սերգեյ Մովսեսյան; * 3. November 1978 in Tiflis) ist ein slowakischer Schachmeister der Weltspitze, der für Armenien spielt und zur armenischen Diaspora in Prag gehört.

## Leben
Movsesjan kam, wie auch Tigran Petrosjan, als Armenier in Georgien zur Welt. Sein enormes Schachtalent wurde bereits früh gefördert. Er wurde noch vor Zusammenbruch der UdSSR in die Sowjetische Schachschule aufgenommen, doch war eine weitere Unterstützung Anfang der 1990er Jahre, kurz nach dem Zusammenbruch der Sowjetunion, zweifelhaft und Movsesjans Eltern siedelten sich mit den beiden Söhnen 1993 in Pardubice an. Movsesjan lernte die Tschechische Sprache und nahm sowohl an der tschechischen (2. Platz 1997, 1. Platz 1998) als auch an der slowakischen Meisterschaft (1. Platz 1995, 2. Platz 2002) teil. Bei der armenischen Meisterschaft 1996 wurde er Fünfter. 1997 siegte er in Hamburg. Bei der FIDE-Weltmeisterschaft nach K.-o.-System, 1999 in Las Vegas, schaltete er im Achtelfinale Péter Lékó nach einem Stichkampf im Schnellschach aus, verlor dann im Viertelfinale gegen den späteren Vizeweltmeister Wladimir Hakobjan. Movsesjan vertrat international zunächst Armenien und spielte dann für Tschechien, doch verweigerte man ihm die tschechische Staatsbürgerschaft, worauf er 2002 Slowake wurde.
2002 gewann er in Sarajevo vor Alexei Schirow, Ivan Sokolov und Alexei Drejew. 2003 besiegte er in Reykjavík den Isländer Hannes Stefánsson in einem Wettkampf mit 4,5-1,5 (+3 =3 −0). 2003 und 2004 wurde er jeweils Zweiter in Sarajevo. Movsesjan feierte außerdem zahlreiche Siege im Schnellschach: 1999 gewann er den Porzellan-Cup in Dresden, außerdem Schnellschachturniere in Prag 1999 und Warschau 2004. Im Januar 2008 siegte Movsesjan in der B-Gruppe des Corus-Schachturniers in Wijk aan Zee, einem Rundenturnier der Kategorie 15 (Elo-Schnitt 2618), und qualifizierte sich damit für das Hauptturnier im Jahr 2009. Movsesjan kündigte im Dezember 2010 an, dass er in Zukunft erneut für Armenien spielen will, die slowakische Staatsbürgerschaft aber auf jeden Fall behalten möchte. Mit der tschechischen Schachgroßmeisterin Petra Krupková (* 1976), von der er seit 2008 geschieden ist, hat er drei Kinder. Movsesjan lebt in Prag mit seiner Ehefrau Júlia (geb. Kočetková).
| Die zur Anzeige dieser Grafik verwendete Erweiterung wurde dauerhaft deaktiviert. Wir arbeiten aktuell daran, diese und weitere betroffene Grafiken auf ein neues Format umzustellen. (Mehr dazu) |

## Nationalmannschaft
Movsesjan nahm an acht Schacholympiaden teil, 1998 und 2000 für die tschechische Nationalmannschaft, 2002, 2004, 2008 und 2010 für die Slowakei sowie 2012 und 2014 für Armenien. 2012 wurde er mit der armenischen Mannschaft Olympiasieger. Mit Armenien nahm er außerdem an den Mannschaftsweltmeisterschaften 2011 und 2013 teil, er gewann 2011 mit der Mannschaft und erreichte gleichzeitig das drittbeste Einzelergebnis am zweiten Brett. An der Mannschaftseuropameisterschaft nahm Movsesjan 1997 und 1999 mit Tschechien, 2011 und 2013 mit Armenien teil.

## Vereine

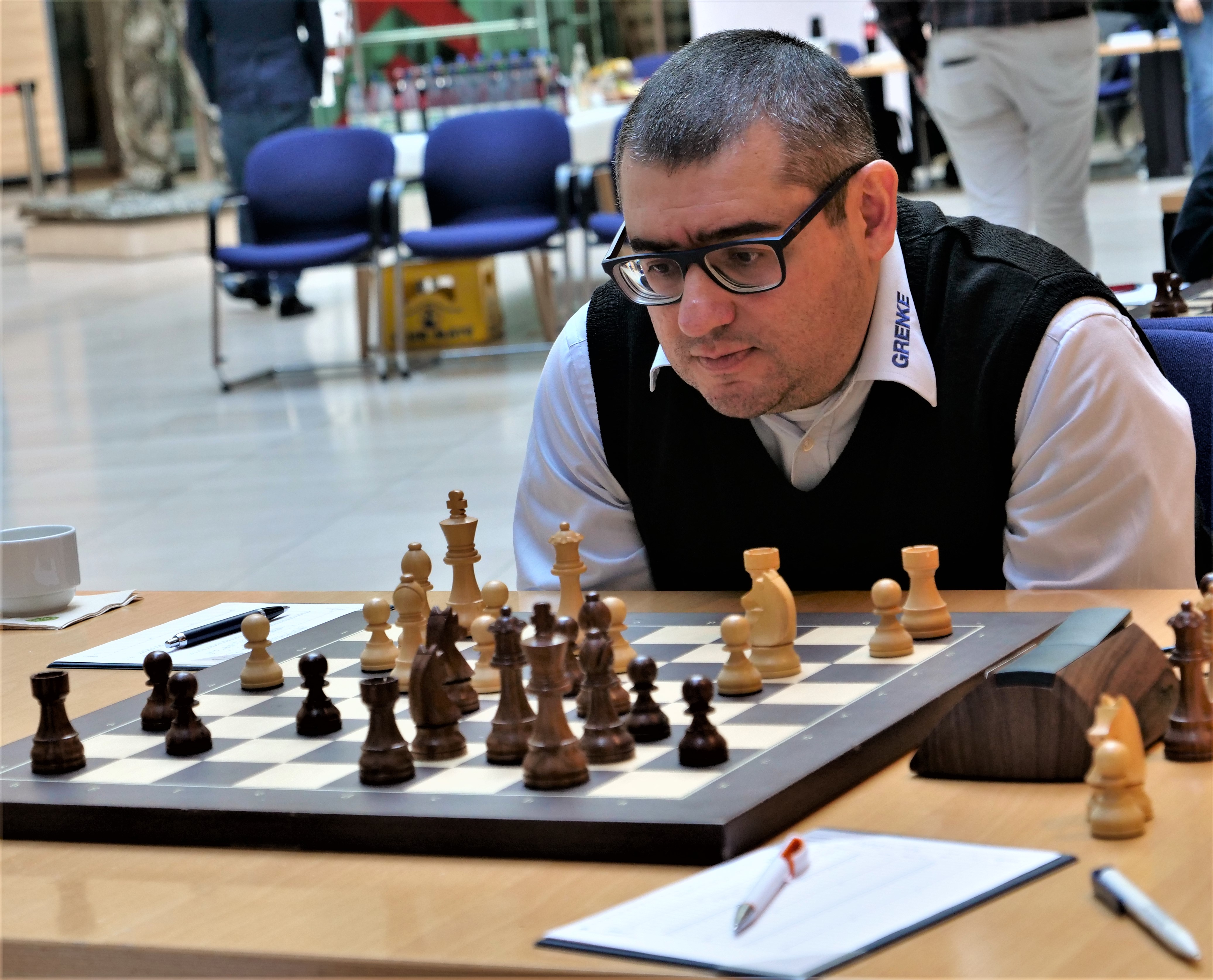
Am 2. April 2023 im Berliner Willy-Brandt-Haus

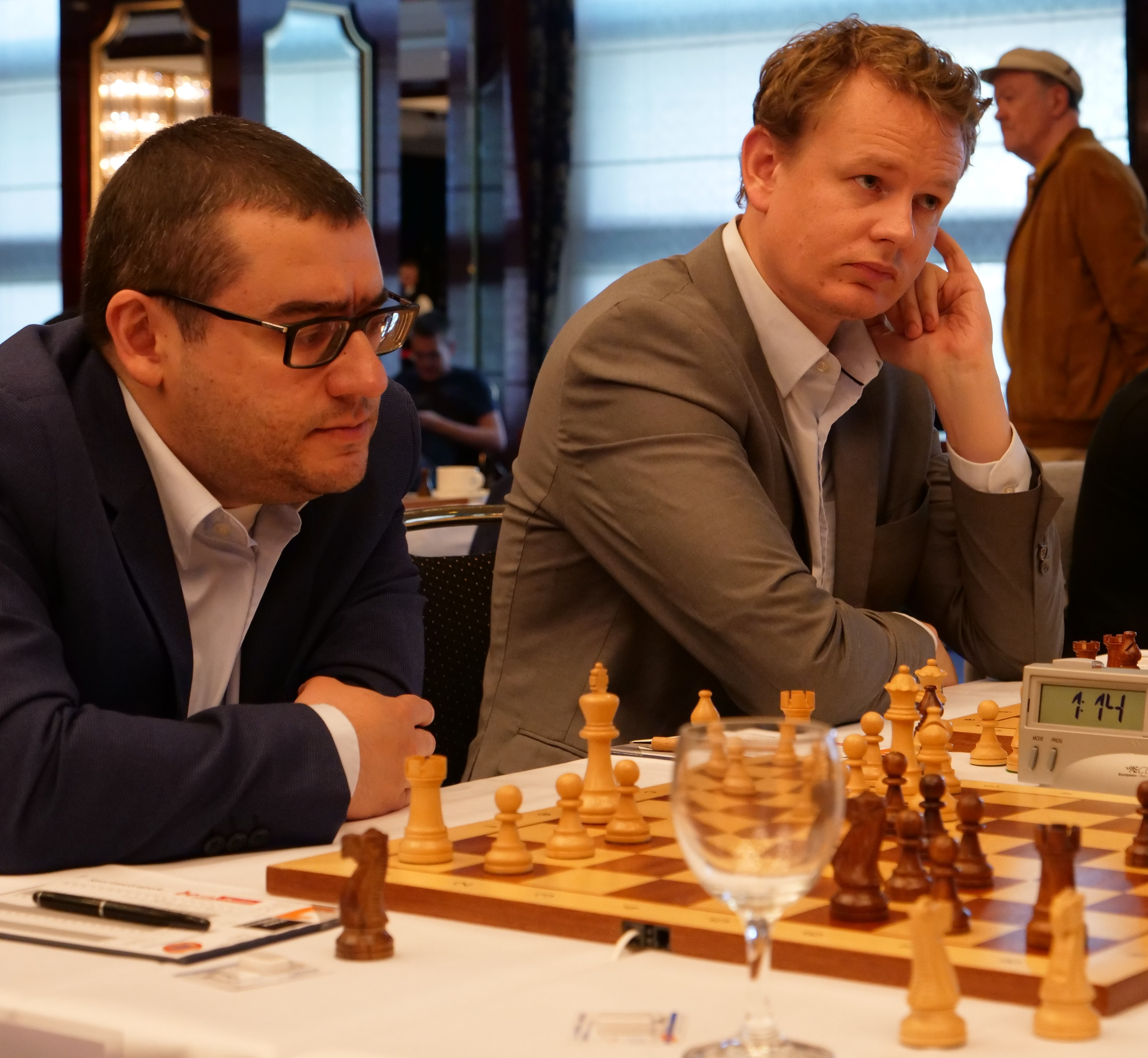
Mit Jan Gustafsson für Baden-Baden in der Bundesliga-Endrunde 2018

In der tschechischen Extraliga spielte Movsesjan in der Saison 1995/96 für den ŠK Sokol Kolín, seit 1996 spielt er für den ŠK Pardubice, mit dem er 2000, 2005, 2006 und 2007 tschechischer Mannschaftsmeister wurde. In der deutschen Schachbundesliga spielte Movsesjan von 1997 bis 2005 für den Berliner Verein SF Neukölln, seit 2005 spielt er für die OSG Baden-Baden, mit der er von 2006 bis 2015 zehnmal in Folge und erneut von 2017 bis 2020 viermal hintereinander deutscher Meister wurde. In der österreichischen Bundesliga (bis 2003 Staatsliga) spielte er von 1999 bis 2002 für den SV NÖ Melk-Wachau, in der Saison 2008/09 für den Meister SK Husek Wien und in der Saison 2019/20 für den SK Sparkasse Bad Vöslau.
In der spanischen Mannschaftsmeisterschaft spielte Movsesjan 2005, 2006 und 2008 für CA Reverté Albox und wurde mit diesen 2005 Meister, 2017 für CAC Beniajan Duochess. Die niederländische Meesterklasse gewann Movsesjan 2000, 2001, 2004, 2005 und 2006 mit De Variant Breda, in der russischen Mannschaftsmeisterschaft spielt er seit 2006 für die Schachföderation Sankt Petersburg und wurde mit dieser 2013 Meister. In der bosnischen Premijer Liga spielte er von 2002 bis 2008 für den ŠK Bosna Sarajevo und wurde mit diesem in den Jahren 2002 bis 2005 sowie 2008 bosnischer Mannschaftsmeister, in Frankreich spielte er bei Vandœuvre Echecs und Asnières - Le Grand Echiquier. In der slowakischen Extraliga spielte er von 1994 bis 1998 für den ŠK Medea Martin, in der Saison 2000/01 für den ŠK Bestex Nové Zámky und in der Saison 2014/15 für den Meister ŠO ŠKM Angelus Stará Ľubovňa. Movsesjan nahm seit 2000 vierzehnmal am European Club Cup teil und gewann diesen 2000 und 2002 mit dem ŠK Bosna Sarajevo sowie 2011 mit der Schachföderation Sankt Petersburg.